# 我ら思う、故に我ら在り
「我ら思う、故に我ら在り」（われらおもう ゆえにわれらあり）は、2015年12月9日に影別苦須 虎津苦須（avex trax）からリリースされた、氣志團の20作目のシングル曲。

## 概要
テレビ朝日のスーパーヒーロータイムにて放送されているドラマ『仮面ライダーゴースト』の主題歌として起用される。
2016年1月29日にはテレビ朝日の『ミュージックステーション』で披露。同番組にはゴーストとスペクターも出演した。
数量限定盤には氣志團ゴーストアイコンが付属した。

## 収録曲
1. 我ら思う、故に我ら在り
作詞・作曲：綾小路翔 / 編曲：木内健
2. 我ら思う、故に我ら在り（ピアノバージョン）
編曲・演奏：新垣隆
3. 我ら思う、故に我ら在り（カラオケ）